# Tống Độ Tông
Tống Độ Tông (chữ Hán: 宋度宗, bính âm: Song Duzong, 2 tháng 5 năm 1240 - 12 tháng 8 năm 1274), thụy hiệu Đoan Văn Minh Vũ Cảnh Hiếu hoàng đế (端文明武景孝皇帝), tên thật là Triệu Mạnh Khải (趙孟启), Triệu Tư (趙孜) hay Triệu Kì (趙禥), tên tự Trường Nguyên (長源), là vị hoàng đế thứ 15 của vương triều nhà Tống trong lịch sử Trung Quốc, và là hoàng đế thứ sáu của triều đại Nam Tống.
Tống Độ Tông là con trai của Vinh vương Triệu Dữ Nhuế, cháu gọi Tống Lý Tông, vua thứ 14 của triều Tống là bác. Do Lý Tông không có con nên đã phong cho ông làm Trung vương và nhận làm hoàng tử vào năm 1253 và hoàng thái tử (1260).
Năm 1264, Tống Lý Tông qua đời, Triệu Kì với thân phận hoàng tử lên kế vị. Trong thời gian nắm quyền, Độ Tông ham mê nữ sắc, xa xỉ lãng phí khiến đời sống nhân dân khốn khổ. Bên trong để thái sư Giả Tự Đạo khuynh đảo triều chính, nền chính trị ngày một đen tối; bên ngoài quân đội Nguyên-Mông ở phía bắc ra sức tấn công, nhất là ở khu vực Tương, Phàn, mà Độ Tông bị Tự Đạo lừa gạt đến nỗi không đưa quân cứu viện những nơi nguy cấp. Cho đến cuối đời Độ Tông thì Tương Dương, Phàn Thành đều rơi vào tay người Nguyên; triều đình bất lực không thể lấy lại. Việc mất đất lần này có liên quan mật thiết đến sự diệt vong của vương triều Nam Tống không lâu sau đó. Cuối cùng Độ Tông vì tửu sắc quá độ đã sớm qua đời vào năm 1274. Năm năm sau, triều Tống chính thức diệt vong.

## Thân thế và cuộc sống ban đầu
Triệu Mạnh Khải chào đời vào ngày 2 tháng 5 năm 1240, tức ngày 9 tháng 4 ÂL năm Gia Hi thứ tư đời vua Lý Tông triều Nam Tống tại phủ Vinh vương, đất Thiệu Hưng. Lúc trước, Vinh Văn Cung vương phu nhân, tức mẫu thân ruột của Lý Tông (và Vinh vương Dữ Nhuế) là Toàn thị nằm mộng thấy có vị thần đến nói với mình
Đứa bé này có đế mệnh, nhưng không phải là do sở hữu của nhà nó.
Sau đó Vinh vương phu nhân Tiền thị (vợ cả của Dữ Nhuế) cũng mộng thấy ánh sáng chiếu vào nội thất ở phía đông. Vào đêm đó, mẫu thân Mạnh Khải, tức Hoàng thị cũng mộng thấy có thần nhân áp một con rồng vào bụng mình. Khi Đế chào đời, có ánh sáng màu đỏ chiếu xuống khắp nhà. Về sau Mạnh Khải lên bảy tuổi mới bắt đầu học nói nhưng vừa học đã biết nói trôi chảy, Lý Tông cảm thấy ngạc nhiên. Vì các con của Lý Tông đều được sinh ra nhưng không nuôi được nên Lý Tông phải chọn hoàng tự ở nhánh khác, khi đó đã có ý chọn ông. Ngày Kỉ Sửu tháng 10 ÂL năm Thuần Hựu thứ 6 (1246), ông được ban tên là Mạnh Khải, và với thân phận hoàng chất được phong chức thứ sử Quý châu, được đặc cách vào trong cung để học. Ngày Ất Mão tháng giêng ÂL năm thứ 7 (1247), được nhận chức Nghi châu quan sát sứ. Ngày Ất Tị tháng 1 ÂL năm thứ 9 (1249) được phong Khánh Viễn quân tiết độ sứ, tước Ích quốc công. Ngày Nhâm Tuất tháng giêng ÂL năm 11 (1151), Lý Tông đổi tên cho ông là Triệu Tư, tiến phong Kiến An quận vương. Ngày Canh Thìn tháng giêng ÂL năm Bảo Hựu nguyên niên (1153), có chiếu lập Triệu Tư làm hoàng tử, đổi tên lại là Triệu Kì. Ngày Quý Mùi, được phong Sùng Khánh quân tiết độ sứ, Khai phủ nghi đồng tam ti, tước Vĩnh Gia quận vương. Tháng 7 ÂL năm thứ 2 (1254), Lý Tông lại phong ông làm Tông chính thiếu khanh thái kháng kiêm dực thiện. Lúc này triều đình vừa lập Tư thiện đường, Lý Tông còn cho viết Đường Ký rồi ban tặng cho Triệu Kì. Ngày Quý Dậu tháng 10 ÂL cùng năm, ông được tiến phong tước vị Trung vương. Ngày Nhâm Dần tháng 11 ÂL, gia nguyên phục, được ban tự là Bang Thọ. Ngày Canh Tí tháng 10 ÂL năm thứ 5 (1257), thụ Trấn Nam, Toại An quân tiết độ sứ (chức vị trên danh nghĩa).
Sự thật thì năm xưa mẹ đẻ của ông, Tề phu nhân Hoàng Định Hỉ(齊夫人 黃定喜) không muốn giữ ông vì địa vị xã hội thấp kém của bà nên bà đã uống thuốc sẩy thai khi mang thai ông. Mặc dù Độ Tông vẫn chào đời nhưng do bị nhiễm độc từ thuốc sẩy thai năm đó khiến ông bị khiếm quyết về kiến thức, tay chân ông mềm nhũng và ông gần như không thể nói như người bình thường cho tới khi ông 7 tuổi. Mặc dù Lý Tông biết về sự khiếm quyết của ông nhưng vẵn chọn ông là người kế thừa ngay cả khi triều thần phản đối. Những câu chuyện li kỳ về Triệu Kỳ là do Lý Tông giả tạo ra để thuyết phục quần thần về việc chọn ông làm thái tử.
Sau chiến thắng của triều Tống trước sự xâm lược của quân Mông Cổ, thừa tướng Giả Tự Đạo dâng biểu thỉnh lập thái tử. Ngày Nhâm Dần tháng 6 năm Cảnh Định nguyên niên (1260), Triệu Kì chính thức được sách phong làm hoàng thái tử, được ban tự là Trường Nguyên. Lý Tông sai Dương Đống, Diệp Mộng Đỉnh làm Thái tử chiêm sự. Ngày Đinh Mão tháng 7 ÂL, Triệu Kì được vào ở Đông cung. Ngày Quý Mùi chính thức hành sách lễ. Việc Lý Tông lập Triệu Kì làm thái tử khiến không ít đại thần lên tiếng phản đối. Đại thần Ngô Tiềm đã từng mật tấu với Lý Tông rằng
Thần không có tài nhìn xa, nhưng cũng biết Trung vương không phải là phúc của bệ hạ.
Lý Tông vẫn không thay đổi quyết định vì nghĩ đến tình huynh đệ với Vinh vương Dữ Nhuế. Sau cùng thì Ngô Tiềm vì việc này mà bị Giả Tự Đạo hãm hại. Lý Tông giáo dục thái tử rất nghiêm, đặt lệ tờ mờ sáng phải tới vấn an các cung, một giờ sau hồi cung, lúc trời sáng hẳn thì ra triều nghe bàn luận về chính sự. Lúc thối triều lại phải vào giảng đường, nghe giảng quan giảng kinh nghĩa, rồi giảng sử sách, mỗi ngày ông bị ép phải đọc không biết bao nhiêu là sách. Có hôm Lý Tông còn triệu ông vào hỏi hôm sau học sách gì, nếu trả lời được thì ban tọa, ban trà; trả lời không được thì phải đứng trận lôi đình và bắt phải học lại. Ngày Quý Mão tháng 12 ÂL năm thứ 2 (1261), Vĩnh Gia quận phu nhân Toàn thị, vợ của Triệu Kì được sách phong làm thái tử phi.

## Làm hoàng đế

### Tình hình triều chính
Những năm cuối đời, Lý Tông sắc dục quá độ, bỏ bê chính sự. Ngày Ất Sửu tháng 10 ÂL năm thứ năm (14 tháng 11 năm 1164), Lý Tông có bệnh. Ngày Đinh Mão (16 tháng 11), Lý Tông băng. Triệu Kì tức vị hoàng đế ngay sau đó, xưng là Độ Tông hoàng đế. Ngày hôm sau (17 tháng 11) tôn hoàng hậu Tạ thị làm hoàng thái hậu.
Lúc này Độ Tông vẫn ở trong cung chịu tang, quần thần dâng biểu bảy lần, xin hoàng thượng ra triều nghe chính. Mãi đến ngày Bính Tuất tháng 11 ÂL, Độ Tông mới bắt đầu thị triều. Phong cho Diệp Mộng Đỉnh làm Tham tri chính sự nhưng Diệp Mộng Đỉnh cố từ tạ chức vị, Độ Tông lại theo lời Giả Tự Đạo mà lưu lại. Tháng 12 ÂL năm đó, Độ Tông hạ chiếu cải nguyên, lấy năm tiếp theo (1265) là Hàm Thuần nguyên niên, đại xá thiên hạ. Tháng 2 ÂL năm 1165, Độ Tông dùng Diêu Hi làm Tham tri chính sự, Giang Vạn Lý và Lưu Mộng Viêm nắm giữ Xu mật viện.
Giả Tự Đạo ngay từ thời Lý Tông đã nắm quyền lớn, khuynh đảo triều chính. Khi Độ Tông lên ngôi, hắn càng ngang ngược phóng túng. Độ Tông nghĩ tình Tự Đạo có công đưa mình lên ngôi, tấn phong làm Thái sư, tước Ngụy quốc công (tháng 4 ÂL năm 1265); đặc cách mỗi lần vào triều được ngồi dâng tấu, khi đối đáp không phải xưng tên, Độ Tông lại gọi hắn là sư thần, triều thần xưng là Chu công. Đầu năm 1265, Tự Đạo đã xin đến trông nom sơn lăng, Độ Tông phải hết sức tìm cách lưu lại. Từ sau lễ tang Lý Tông, Tự Đạo làm mình làm mẩy, xin nghỉ quan về đất Việt; nhưng lại lệnh Lã Văn Đức giả báo quân Mông Cổ đã đánh tới Hạ Đà, khiến triều đình vô cùng hoang mang. Độ Tông hạ chiếu triệu Tự Đạo, Tự Đạo cứ kiếm cớ thoái thác. Mãi sau phải đích thân Tạ thái hậu viết chiếu mời về, Tự Đạo mời chịu vào cung. Lúc Tự Đạo tới, Độ Tông phong làm Trấn Đông quân tiết độ sứ. Tự Đạo tức giận nói chức tiết độ sứ để bọn thô bỉ làm đi. Rồi lại dùng dằng xin từ quan. Độ Tông cực chẳng đã phải quỳ lạy cầu xin Tự Đạo ở lại; Đạo cảm thấy khoái lắm. Tham tri chính sự Giang Vạn Lý can ngay
Từ xưa đến nay nào có lệ vua phải lạy đại thần. Bệ hạ đừng bái lạy như vậy mà gây khó dễ cho Tự Đạo.
Tự Đạo mất hứng, nhưng cũng phải vờ cảm thấy khó xử, bước xuống điện tạ lỗi với Vạn Lý
Nếu không có lời nói của ông thì Tự Đạo đã là tội nhân thiên cổ.
Từ đó Tự Đạo oán hận Vạn Lý. Lúc Độ Tông tại Kinh diên, thường hỏi Tự Đạo và Vạn Lý việc kinh nghĩa và danh tính cổ nhân, Tự Đạo vốn dốt nát chẳng biết trả lời ra sao, còn Vạn Lý thì đối đáp trôi chảy. Độ Tông và Vương phu nhân ở bên cạnh lấy việc đó cười chê Tự Đạo khiến Tự Đạo đã hận lại càng thêm hận, quyết tâm loại bỏ Vạn Lý cuối cùng Vạn Lý mất chức. Cuối năm 1266, Thiếu sư, trí sĩ Triệu Quỳ - một danh tướng triều Nam Tống - qua đời, được ban thụy là Trung Tĩnh.
Đầu năm 1267, lấy Vương Dược làm Tri Xu mật viện sự, Diệp Mộng Đỉnh Tham tri chính sự, Thường Đĩnh Thiêm thư xu mật viện sự; sắc phong chính thê Toàn thị làm hoàng hậu. Lúc này Giả Tự Đạo lại làm mình làm mẩy, xin nghỉ, Độ Tông lệnh thị tòng truyền chỉ kiên quyết giữ lại. Sau đó Độ Tông còn phong cho Tự Đạo là Bình chương quân quốc trọng sự, một tháng ba lần đến Kinh diên, ba ngày vào triều một lần, ban cho phủ đệ ở Cát Lĩnh Tây Hồ. Nhưng Tự Đạo lại làm phách, phải năm ngày mới lên thuyền bơi vào triều, việc quan trọng các nơi gởi tới mà chỉ qua qua loa. Việc triều chính bất kể lớn nhỏ đều do Tự Đạo xem xét và giải quyết cả. Về sau thì mọi giấy tờ phải gửi qua phủ đệ của Tự Đạo, Tự Đạo không thèm vào triều nữa. Việc triều chính Tự Đạo giao kẻ khác xem xét, còn mình chỉ xem những tấu chương đàn hặc của Thai gian. Chính nhân quân tử dám nói thẳng đều bị Tự Đạo bài xích; còn Độ Tông thì chẳng dám trái ý Tự Đạo. Nhiều đại thần vì chống đối hắn ta mà mất chức như Trần Mông, Giang Vạn Lý...
Tháng 6 ÂL năm 1267, Độ Tông phong Lã Văn Đức là Thiếu phó, Mã Quang Tổ Tham tri chính sự, tiến phong phụ thân là Vinh vương Dữ Nhuế làm Phúc vương. Tự Đạo tiến cử Diệp Mộng Đỉnh làm Hữu thừa tướng, Xu mật sứ, ngang hàng với Tự Đạo. Mộng Đỉnh từ tạ đến mấy lần mới nhận chức. Sau đó Mộng Đỉnh xem xét việc ở Lợi Châu, thấy Tự Đạo bài xích nhiều quan viên trong châu, nên không vừa lòng, dâng sớ từ chức. Mẹ Tự Đạo là Hồ thị được tin trách mắng Tự Đạo nên hắn không dám gây khó dễ cho Mộng Đỉnh. Mộng Đỉnh sau đó nhiều lần dâng sớ xin nghỉ, Độ Tông không theo.
Năm 1268, tháng giêng Xu mật sứ Lưu Mộng Viêm bị bãi. Tháng 5 ÂL, Giả Tự Đạo lại xưng bệnh xin nghỉ, Độ Tông phải khóc lóc xin ở lại, Tự Đạo cũng không theo. Cuối cùng thì đành hạ lệnh cho Tự Đạo được phép sáu ngày vào triều một lần, một tháng chỉ tới Kinh diên hai lần. Tháng 10 ÂL, Tham tri chính sự Thường Đĩnh bị bãi chức, ít lâu sau thì qua đời
Diệp Mộng Đỉnh thấy Tương Phàn nguy cấp mà Tự Đạo cứ ỉm đi thì tỏ ra thất vọng, muốn tìm cách rút lui. Một đêm nọ, ông lén một mình lên xe rời khỏi Lâm An. Triều đình hay tin, phong Mộng Đỉnh là Thiếu sĩ trí sĩ, Quan Văn Điện đại học sĩ, Phán Phúc châu, Mộng Đỉnh không nhận. Độ Tông sau đó lấy Mã Đình Loan và Giang Vạn Lý làm Tham tri chính sự. Sau đó tiến phong Giang, Mã lên chức Tả, Hữu thừa tướng, Mã Quang Tổ làm Tri Xu mật viện, nhưng chưa đầy một tháng thì Quang Tổ bị bãi. Tháng 9 ÂL, Độ Tông gia cho thái hậu tôn hiệu thêm hai chữ Thánh Phúc. Mùa xuân năm 1270, Tả thừa tướng Giang Vạn Lý nhiều lần dâng sớ xin cứu viện Tương, Phàn khiến Giả Tự Đạo bực mình, bèn bãi chức của Vạn Lý.
Bấy giờ trong triều chỉ biết có Tự Đạo chứ không biết có Độ Tông. Ban đầu là sáu ngày vào triều một lần, sau Tự Đạo lại dùng dằng mười ngày mới vào triều, rồi đến lượt Độ Tông mỗi khi có việc cấp bách phải đích thân đến chỗ Tự Đạo. Một hôm vào năm 1272, triều đình có việc hạ minh đường, Độ Tông cho Tự Đạo làm Đại Lễ sứ. Lễ xong thì trời bỗng mưa, Tự Đạo khuyên Độ Tông hết mưa hẵng về. Nhưng chờ mãi mưa vẫn không hết, khi đó Hồ Hiến Tổ là anh của bà Hồ Quý tần thỉnh cầu về cung (mặc dù chưa hỏi ý Tự Đạo). Độ Tông theo lời. Tự Đạo hay tin, tức giận rồi bỏ ra khỏi triều đình theo hướng cửa Gia Hội. Độ Tông cố sức giữ lại cũng không được. Cuối cùng đành phải bãi quan của Hiển Tổ, gạt nước mắt phế bỏ Hồ Quý tần, cho làm ni cô. Khi đó Tự Đạo mới vào triều. Cuối năm này, Độ Tông phong cho Chương Giám làm quyền Tham tri chính sự. Tháng 11 năm đó, Mã Đình Loan do chán ngán Giả Tự Đạo chuyên quyền nên xin từ chức.

### Sự xâm lược của Mông Cổ
Ở miền bắc, từ năm 1259, Hốt Tất Liệt lên ngôi vua ở Mông Cổ, ra sức chiêu hiền đãi sĩ, chấn hưng đất nước, thế lực ngày càng lớn và tiếp tục dòm ngó xuống phía nam. Ngay từ không lâu sau khi Độ Tông lên ngôi, vào tháng 2 ÂL năm 1265, quân triều đình đã thất bại trước quân Mông một trận tại Điếu Ngư, thiệt hại 146 chiến hạm. Sau khi ổn định chính sự trong nước, Mông chủ Hốt Tất Liệt tiếp tục tính chuyện nam xâm, dời đô về Yên Kinh. Năm 1268, Mông chủ lấy A Thuật làm Chinh Nam nguyên soái cùng Lưu Chỉnh là Đô nguyên soái tiến xuống đánh Tương Dương. Quân Mông phá ba trại Ngũ Hoa, Thạch Thành, Bạch Mã ở Gia Định, rồi đóng quân ở Bạch Hà khẩu. Lã Văn Hoán trấn giữ Tương Dương biết tin, cấp cáo với anh là Lã Văn Đức, nhưng Văn Đức chả thèm đưa quân cứu viện, chỉ biết mắng nhiếc. Văn Hoán cho sửa thành, luyện quân, ra sức cố thủ. A Thuật dùng kế cho đóng 5000 thuyền chiến, chiêu mộ thủy quân ngày đêm luyện tập; lại dùng 70.000 thủy quân từ Bạch Hà đánh vào Tương Dương, quân Tống chỉ có thể co cụm phòng ngự. Tại triều đình, Giả Tự Đạo che giấu quân tình không báo lên trên, để mặc Tương Dương nguy cấp. Quân triều đình mấy lần đánh nống ra ngoài đều thất bại và bị giết khá nhiều. Quân Mông Cổ lại còn đánh vào Phức châu, Đức An phủ bắt bớ dân chúng.
Năm 1269, Mông chủ Hốt Tất Liệt sai Sử Thiên Trạch đưa quân hỗ trợ A Thuật công đánh Tương Dương. Tháng 3 ÂL, A Thuật lại dẫn quân từ Bạch Hà kéo đến bao vây Phàn Thành, xây Bảo Lộc Môn để đóng quân. Kinh Hồ đô thống chế Trương Thế Kiệt đem quân cứu nguy cho Phàn Thành, giao chiến với người Mông ở Xích Than Cổ nhưng không thắng nổi. Lúc này quần thần hay việc Tương, Phàn nguy cấp, thỉnh cầu để Cao Đạt đem quân cứu nguy nhưng Tự Đạo không nghe.
Lúc này Độ Tông sai Hạ Quý làm Duyện Giang chế trí phó sứ, cứu Tương Phàn. Hạ Quý giao chiến với người Mông ở Tân Đĩnh và gặp thất bại, quân lính chết già nửa, chiến hạm mất 50 chiếc. Lã Văn Đức nghe tin thua trận sinh đau buồn rồi chết. Giả Tự Đạo cất nhắc con rể Văn Đức là Phạm Văn Hổ làm Điện Tiền đô phó chỉ huy sứ, cầm Điển cấm quân, điều Lý Đình Chi làm Kinh Hồ chế trí đại sứ lo việc Lưỡng Hồ, đốc sư Tương Phàn. Phạm Văn Hổ sợ Đình Chi giành mất công, nên xin Tự Đạo cho mình đi cứu Tương Dương. Tự Đạo bằng lòng, để quân của Văn Hổ thuộc Khu phủ tiết chế, tách khỏi sự chỉ huy của Đình Chi. Nhưng Văn Hổ cứ chần chừ không tiến quân mà ngày đêm yến ẩm, đá cầu với lũ kĩ thiếp, còn bảo là chưa nhận được ý chỉ. Lã Văn Hoán bị vây ở Tương Dương đã hai năm, ngày đêm trông chờ quân triều đình tới cứu viện, nhưng vô vọng. Ở Lâm An, Giả Tự Đạo suốt ngày yến ẩm, vui chơi, có cần biết gì đến đất đai hiểm yếu, cần giữ hay không? Sau cùng Tự Đạo bị ngôn luận lên án, mới định dùng Cao Đạt làm Hồ Bắc An phủ sứ, nhưng sau đó lại bãi chức không dùng. Tự Đạo cuối cùng cũng phải hạ lệnh thúc Văn Hổ tiến quân. Ai ngờ vừa ra trận đã bại. Năm 1271, quân triều Tống thất bại ở Thoan Than, thống chế Chu Thắng bị bắt. Sau đó Văn Hổ tiến tới Chí Lộc Môn, nhưng vừa gặp giặc thì đã co giò bỏ chạy.
Cùng năm này, Hốt Tất Liệt đổi tên nước là Đại Nguyên, từ đó quân Mông Cổ gọi là quân Nguyên. Tính đến năm 1272 thì Tương Dương nguy cấp đã 5 năm, Phàn Thành thì 4 năm. Lã Văn Hoán thường quỳ lạy về phía nam trông mong quân tiếp viện của triều đình, nhưng không thấy ai, quân lương trong thành thì cạn dần. Lý Đình Chi nghe tin Phạm Văn Hổ thua trận, dâng sớ chờ tội và xin cử tướng khác ra thay. Độ Tông vẫn để Đình Chi đóng quân ở Dĩnh châu. Trương Thuận, Trương Quý thống lĩnh đội thuyền cùng nhau tấn công nhưng thua trận, Tương Dương có vẻ khó giữ.
Đầu năm 1273, quân Nguyên cho dùng máy bắn đá lớn (hồi tân pháo) bắn vào Phàn Thành. Tháng 2 ÂL, Lã Văn Hoán bị tướng Nguyên A Lý Hải Nhai thuyết phục rồi đồng ý dâng Tương Dương cho người Nguyên, được Nguyên chủ phong làm Tương Dương đô đốc, cho dẫn quân đánh xuống phía nam. Tin Tương Phàn thất thủ làm Lâm An rúng động. Giả Tự Đạo trước kia nhiều lần xin đích thân ra trận đốc chiến nhưng lại tìm cách ép Độ Tông phải giữ mình lại, đến đây lại lên tiếng trách mắng Độ Tông không cho mình ra trận sớm. Anh Lã Văn Hoán là Lã Văn Phúc hiện là tri Lư châu, con Văn Đức là Lã Sư Quỳ ở Tĩnh Giang đều dâng biểu xin tội, nhưng Giả Tự Đạo hết lòng che chở. Triều đình bắt đầu lo giữ các vùng còn lại. Năm 1274, có chiếu lấy Lý Đình Chi giữ làm Hoài Đông chế trí sứ kiêm Dương châu, Hạ Quý làm Hoài Tây chế trí sứ tri Lư châu, Trần Dịch làm Duyện Giang chế trí sứ kiêm tri Hoàng châu. Tự Đạo cho thiết lập một bộ phận lấy tin nhanh, và chê trách Xu mật viện để lộ tin quân sự và các tệ nạn làm tin đến chậm. Trần Nghi Trung dâng sớ xin chém Phạm Văn Hổ bỏ đất mất quân, nhưng Tự Đạo chỉ giáng Văn Hổ xuống một bậc, điều làm tri phủ An Huy. Lấy Uông Lập Tín là Kinh Hồ chế trí sứ, Triệu Tấn con Triệu Quỳ là Duyện Giang chế trí sứ. Giám sát ngự sử Trần Văn Long nói Tấn chưa đủ sức đảm nhiệm công việc ở Duyện Giang, Tự Đạo liền bãi chức Văn Long.

### Cuối đời
Đầu năm 1274, mẹ Giả Tự Đạo là Hồ thị qua đời, Tự Đạo trờ về Thai châu chịu tang. Tống Độ Tông ban chiếu lấy lễ thiên tử an táng cho Hồ thị, lăng mộ xây theo thế sơn lăng. Trăm quan tham gia tang lễ từ sáng tới tối, lúc đó có mưa dầm dề mà chẳng ai dám nhúc nhích. Táng xong, Tự Đạo không ở lại chịu tang mà về triều luôn.
Ngày Ất Mùi tháng 7 ÂL, tức ngày 12 tháng 8 năm 1274, Độ Tông qua đời ở điện Gia Phúc, lúc đó mới 33 tuổi. Độ Tông từ lúc còn là thái tử đã có tính háo sắc; sau khi lên ngôi thì càng tuyển thêm phi tần hầu hạ. Theo lệ cũ, mỗi lần phi tần được lập hạnh phải đến Cáp Môn để tạ ân. Mà dưới thời Độ Tông, một ngày đến tạ ơn ở Cáp Môn phải hơn 30 người. Bởi vậy Độ Tông lúc trẻ rất cường tráng. Nhưng rốt cục lại chết sớm do ông uống rượu quá nhiều.
Theo Richard Davis, một lịch sử gia nước Anh, thì cái chết của ông là do sự bất cẩn của một thái y, và sau này vị thái y này bị trục xuất.
Triều thần muốn lập người con trai lớn của Độ Tông là Kiến Quốc công Triệu Thị, nhưng Giả Tự Đạo lại lấy cớ lập con của hoàng hậu Toàn thị. Bởi thế, Gia quốc công Triệu Hiển được nối ngôi, tức là Tống Cung Đế. 5 năm sau khi Độ Tông mất, triều Tống diệt vong.

## Các Tể tướng thời Độ Tông
Giả Tự Đạo: 1264 - 1274

## Gia đình

### Hậu phi
- Toàn hoàng hậu (全皇后)
- Dương Thục phi (楊淑妃)
- Hồ Quý tần (胡貴嬪), anh là Hồ Hiển Tổ
- Du Tu dung (俞修容)

### Hậu duệ

#### Con trai
1. Sùng Quốc Chính Tư quốc công (崇國政資國公) - Quảng Xung Thiện vương Triệu Hi (廣沖善王趙焯; 1262 - 1263), không rõ mẹ, chết yểu
2. Triệu Thư (1264), con của Toàn Hoàng hậu, chết yểu
3. Ích Quốc Xung Định công Triệu Hiến (益國沖定公趙憲; 6 tháng 11, 1268 - 1 tháng 7, 1270), con của Du tu dung, chết yểu
4. Kì Xung Tĩnh vương Triệu Hoàng (岐沖靖王趙锽; 16 tháng 12, 1268 - 1270), con của Dương Thục phi, chết yểu
5. Tống Đoan Tông Triệu Thị (1268 - 1278), con của Dương Thục phi
6. Tống Cung Đế Triệu Hiển (1271 - 1323), con của Toàn Hoàng hậu
7. Tống Thiếu Đế Triệu Bính (1273 - 1279), con của Du Tu dung

#### Con gái
- Tấn Quốc Công chúa (晉國公主), con của Dương Thục phi, chết ở trên biển
- Tín An Trang Ý Công chúa (信安莊懿公主), con của Du Tu dung, lấy Học sĩ Phương Đạo Thịnh (方道盛), sau khi triều Tống diệt vong đến sống tại Bình Khang, Cương Châu[15]
- Trinh Tĩnh Công chúa Triệu Quang Ý (貞靜公主趙光懿), con của Du Tu dung, lấy Quận mã Hoàng Tài (黃材), (字國棟，郡馬黃天從和趙溫淑郡主之子), có một người con gái
- Triệu thị Công chúa, không rõ phong hiệu, con của Toàn Hoàng hậu, lấy Giang Thang Nhi (江鏜兒), con của Giang Nhật Tân (江日新), không rõ hậu sự

#### Cháu nội
Tất cả cháu nội của ông đều thuộc dòng dõi Tống Đế Hiển.
Triệu Hoàn Phổ (?-?), con trai của Tống Cung Đế đi tu.
Bột Nhi Chỉ Cân Thỏa Hoan Thiếp Mộc Nhĩ (1320-1370), con trai nhỏ của Tống Cung Đế theo Tạp sử truyện
Các người cháu của ông đều được sinh ra ít nhất 4 thập kỉ sau ngày ông qua đời.